# Humberto Olivieri
Humberto Olivieri, también conocido como "Kiko" Olivieri, es un escritor de telenovelas, guionista y productor venezolano, dedicado al género de las telenovelas. Ha escrito telenovelas para las cadenas RCTV y Venevisión en los años 70 y 80, posteriormente a principios de los años 1990 se incorpora al equipo de trabajo de la productora independiente Marte Televisión.

## Biografía
Luego a mediado de los 90 vuelve a trabajar para RCTV. A principio de los años 2000 se traslada a Colombia y empieza a escribir para la cadena Caracol Televisión, y a partir de 2002 empieza a escribir para R.T.I en alianza con Caracol Televisión y la cadena estadounidense Telemundo también desde Colombia de las cuales se destacan producciones como La venganza, La tormenta, El Zorro: la espada y la rosa, a partir de 2008 se traslada a los Estados Unidos y escribe únicamente para la cadena Telemundo hasta el 2010. Actualmente escribe adaptaciones para la cadena televisiva mexicana Televisa entre las cuales se encuentra la obra literaria de Mario Vargas Llosa: El chivo

## Trayectoria

### Historias originales
| Año       | Título                        | Cadena Televisiva  | Observación                                 | País de Realización |
| --------- | ----------------------------- | ------------------ | ------------------------------------------- | ------------------- |
| 1981      | María Fernanda                | Venevisión         |                                             | Venezuela           |
| 1982      | La Bruja                      | Venevision         | Venezuela                                   |                     |
| 1983      | Julia                         | Venevisión         |                                             | Venezuela           |
| 1990      | María María                   | Marte TV           |                                             | Venezuela           |
| 1991      | La traidora                   | Marte TV           |                                             | Venezuela           |
| 1996      | La Inolvidable                | RCTV               |                                             | Venezuela           |
| 1998      | Reina de corazones            | RCTV               |                                             | Venezuela           |
| 1999-2000 | Marido y mujer                | Caracol Televisión |                                             | Colombia            |
| 2002      | Mi pequeña mamá               | Telemundo          |                                             | Colombia            |
| 2002-2003 | La venganza                   | Telemundo          |                                             | Colombia            |
| 2005-2006 | La tormenta                   | Telemundo          |                                             | Colombia            |
| 2007      | El Zorro: la espada y la rosa | Telemundo          | Basada en el personaje de Johnston McCulley | Colombia            |
| 2008-2009 | El rostro de Analía           | Telemundo          |                                             | Estados Unidos      |

### Adaptaciones
| Año  | Título                     | Cadena Televisiva            | Original de          |
| ---- | -------------------------- | ---------------------------- | -------------------- |
| 1979 | Estefanía                  | RCTV                         | Julio César Mármol   |
| 1986 | Atrévete                   | RCTV                         | Delia Fiallo         |
| 2001 | Amantes del desierto       | Caracol Televisión-Telemundo | Julio Jiménez        |
| 2014 | El chivo                   | Univisión-Televisa           | Mario Vargas Llosa   |
| 2016 | Por siempre Joan Sebastian | Televisa                     | Víctor Manuel Medina |

### Remakes de sus historias
| Año  | Título               | Cadena Televisiva            | Remake/Versión de          | Reescrito por                                                               |
| ---- | -------------------- | ---------------------------- | -------------------------- | --------------------------------------------------------------------------- |
| 1992 | Pasiones secretas    | Caracol Televisión           | (remake de María Fernanda) | Humberto 'Kiko' Olivieri, Dago García y Luis Felipe Salamanca               |
| 2004 | Prisionera           | Caracol Televisión-Telemundo | (remake de María Fernanda) | Humberto 'Kiko' Olivieri, Luis Colmenares, Isamar Hernández y Carolina Díaz |
| 2010 | El fantasma de Elena | Telemundo                    | (remake de Julia)          | Humberto 'Kiko' Olivieri, Isamar Hernández y Humberto M. Olivieri           |
| 2013 | La tempestad         | Televisa                     | (versión de La tormenta)   | Liliana Abud, Mauricio Aridjis y Dolores Ortega                             |
| 2023 | Tierra de esperanza  | Televisa                     | (versión de La tormenta)   | José Alberto Castro y Vanesa Varela                                         |